# Dragan Kujović

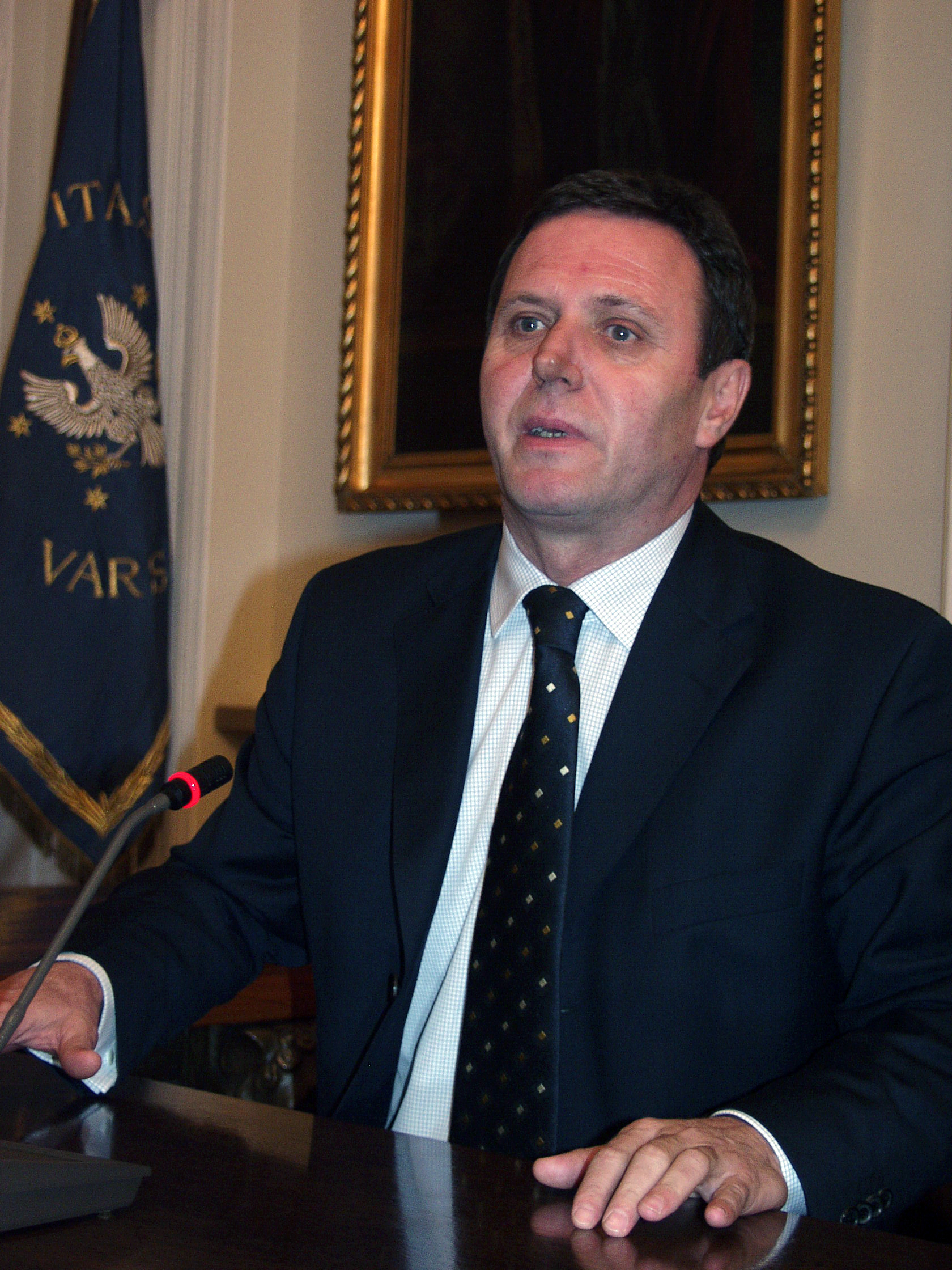
Dragan Kujović

Dragan Kujović (* 1948 in Kolašin; † 30. April 2010 in Podgorica) war ein jugoslawischer und montenegrinischer Politiker.

## Leben
Er schloss 1972 ein Philosophie-Studium an der Universität Sarajevo ab. In Kolašin war er als Lehrer am Gymnasium tätig, daneben war er dort Ortsvorsitzender des Bundes der Kommunisten Jugoslawiens. Er gehörte in den 1980er Jahren dem montenegrinischen Parlament sowie der Rat der Republiken und Provinzen der Sozialistischen Föderativen Republik Jugoslawien an.
Von Dezember 1996 bis Juli 2001 war er Minister für Bildung und Wissenschaft von Montenegro, das zu dieser Zeit Teil der Bundesrepublik Jugoslawien war. Er gehörte der Demokratischen Partei der Sozialisten an. Er war Abgeordneter des Parlaments der Republik Montenegro und stellvertretender Parlamentspräsident. Nach dem Rücktritt von Filip Vujanović als Parlamentspräsident und geschäftsführender Präsident am 19. Mai 2003 übernahm  Kujović gemeinsam mit Rifat Rastoder die Amtsgeschäfte des Präsidenten. Er war somit vom 19. Mai 2003 bis 22. Mai 2003 geschäftsführender Staatspräsident der Republik Montenegro. Er war maßgeblich an der Ausarbeitung des Textes der Verfassung des späteren Staatenbundes Serbien und Montenegro beteiligt.
Seit 2005 war er Vorsitzender des Rates für Sicherheit und Verteidigung (Verteidigungsausschuss des montenegrinischen Parlaments).